# Anilocra leptosoma
Anilocra leptosoma är en kräftdjursart som beskrevs av Pieter Bleeker 1857. Anilocra leptosoma ingår i släktet Anilocra och familjen Cymothoidae. Inga underarter finns listade i Catalogue of Life.